# Хенгст, Карлхайнц
Карлхайнц Хенгст (нем. Karlheinz Hengst; род. 2 марта 1934, Мариенберг, Германия) — немецкий лингвист и политик, профессор Лейпцигского университета в отставке.

## Биография
В 1956 году получил степень по славистике, литуанистике, педагогике и психологии в Университете им. Карла Маркса в Лейпциге, после чего некоторое время работал преподавателем в средней школе. В 1961 году получил место ассистента в Лейпцигском университете, где в 1963 году защитил докторскую диссертацию по топономастике. С 1963 по 1993 год был директором Института иностранных языков Педагогическом институте города Цвикау. В 1972 году защитил габилитационную работу о германо-славянских языковых контактах и их отражении в немецкой топонимии. С 1973 по 1985 — адъюнкт-профессор, с 1985 года — полный профессор. Долгое время служил проректором Педагогическом институте города Цвикау.
После падения Берлинской стены продолжил активную преподавательскую, научную и общественную деятельность. С 1990 по 1992 год он занимал пост декана вновь созданного философского факультета в Педагогическом институте города Цвикау, после преобразования которого занимал пост профессора прикладной лингвистики Технического университета Хемниц-Цвикау. В 1993 году приглашён на должность профессора ономастики Лейпцигского университета, которую он занимал вплоть до выхода на пенсию в 1999 году. С 2003 по 2004 год был приглашённым профессором славистики в Университете Марбурга.

## Научная работа
К. Хенгст — автор многочисленных публикаций по славистике и ономастике, в частности, по немецко-славянским языковым контактам и их отражении в топонимии западной Германии. Он является членом Немецкой ассоциации профессоров университетов, Ассоциации преподавателей славистики, Немецкого ономастического общества, Международного совета по ономастике (ICOS), Общества им. Георга Кёрнера, Исторической комиссии Саксонской академии наук. Соредактор научного журнала «Namenkundliche Informationen», член редколлегии российских журналов «Вопросы ономастики» и «Известия Волгоградского государственного педагогического университета. Сер. Филологические науки».

## Общественно-политическая деятельность
С 1950 года — в ССНМ, с 1956 — член ОСНП. С 1959 года состоял в НДПГ. В течение многих лет был членом Народной палаты ГДР. Кроме того, с 1971 по 1990 год К. Хенгст исполнял обязанности председателя Центральной комиссии по языковому образованию в педагогических вузах в Министерстве образования ГДР, с 1973 по 1990 был членом Научно-консультативного совета по иностранным языкам при Министерстве высшего и среднего специального образования ГДР. За свою общественную работу К. Хенгст удостоен Ордена за заслуги перед Отечеством 2 и 3 степени.

## Основные сочинения
- Fremdsprachenausbildung in Geschichte und Gegenwart. Berlin: Hauptabteilung Lehrerbildung des Ministeriums für Volksbildung, 1986
- Wortbildungsmittel des Russischen: ein Kompendium. Berlin: Hauptabteilung Lehrerbildung des Ministeriums für Volksbildung, 1987
- Terminologisches Minimum Musikwissenschaft: russisch-deutsch, deutsch-russisch. Berlin: Hauptabteilung Lehrerbildung des Ministeriums für Volksbildung, 1988
- Wort und Name im deutsch-slavischen Sprachkontakt: Ernst Eichler, von seinen Schülern und Freunden. Böhlau, 1997 ISBN 3-412-06196-4
- Ortsnamen Südwestsachsens: die Ortsnamen der Kreise Chemnitzer Land und Stollberg. Berlin: Akademie-Verlag, 2003 ISBN 3-05-003684-2
- Festschrift zu Ehren von Prof. Dr. Ernst Eichler. Leipziger Universitäts-Verlag, 2005
- Familiennamen im Deutschen: Erforschung und Nachschlagewerke; deutsche Familiennamen im deutschen Sprachraum; Jürgen Udolph zum 65. Geburtstag. Leipziger Universitäts-Verlag, 2009 ISBN 978-3-86583-392-1